# Инжеватов, Иван Корнилович
Иван Корнилович Инжеватов (16 июля 1911 года, село Кирюшкино — 12 декабря 1996 года, ?, похоронен в Саранске) — советский и российский литературовед и топонимист.

## Биография
Родился в селе Кирюшкино Бугурусланского уезда Самарской губернии (ныне Бугурусланский район Оренбургской области) в крестьянской семье.
В 1921 году четверо его братьев умерли от голода. Остался без родителей, воспитывался в детских домах Бугуруслана, Самары и Витебска.
Окончил Бугурусланскую начальную школу, Самарскую губернскую мордовскую семилетнюю школу-интерна, Малотолкайский педтехникум. В 1940 году окончил Мордовский пединститут им. А. И. Полежаева.
Участник Великой Отечественной войны. В 1953 году окончил Академию общественных наук при ЦК КПСС и стал кандидатом филологических наук.
В 1956—1959 гг. возглавлял Тюменский пединститут. Один из руководителей авторского коллектива трехтомного капитального труда «История мордовской советской литературы» (1968, 1971, 1974).
Член Союза писателей СССР (1964), член КПСС.

## Семья
Дочь — Инжеватова Людмила Ивановна
Сын — Инжеватов Владлен Иванович
Внук — Инжеватов Владлен Леонидович

## Награды
Заслуженный учитель школы МАССР (1971), отличник народного просвещения (1978).
Награждён орденом «Знак Почета», медалями, Почетными грамотами Президиума Верховного Совета Молдавской ССР, Мордовской АССР.

## Фотогалерея

Иван Инжеватов и коллеги
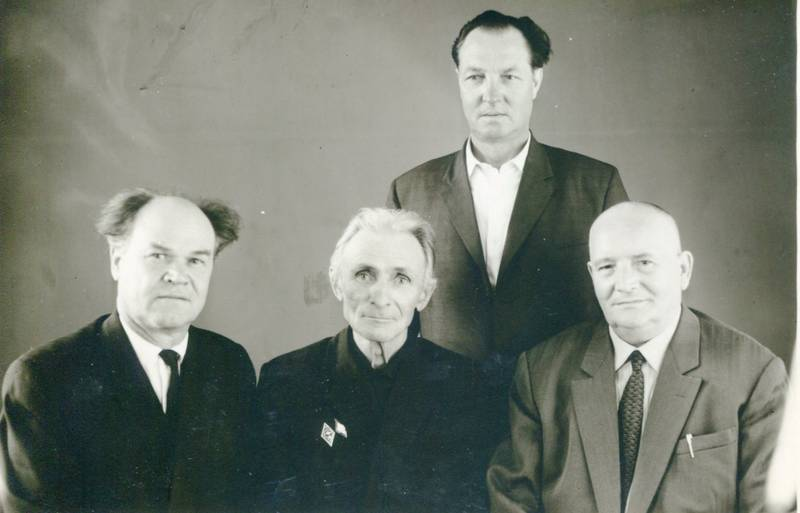
Эрзянские писатели: И.К. Инжеватов, И.П. Кривошеев, И.С. Поздяев-Сибиряк, В.В. Горбунов. 1960-е гг.
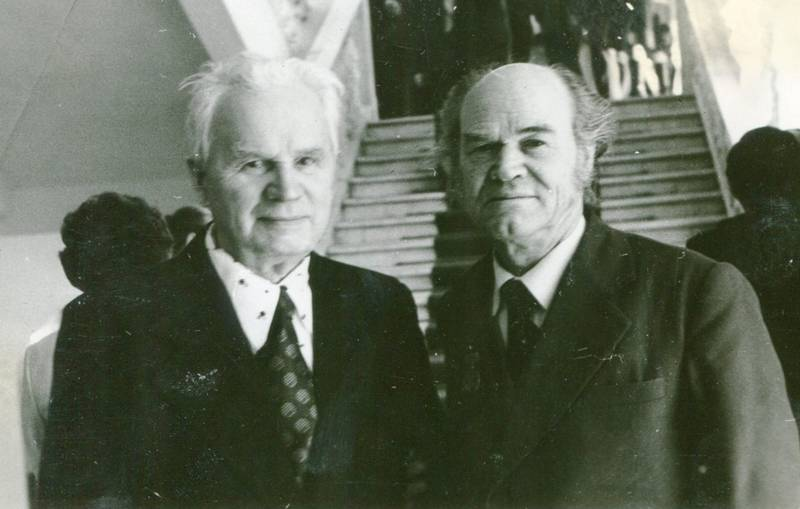
И.Д. Воронин и И.К. Инжеватов. Саранск. 1970 гг.
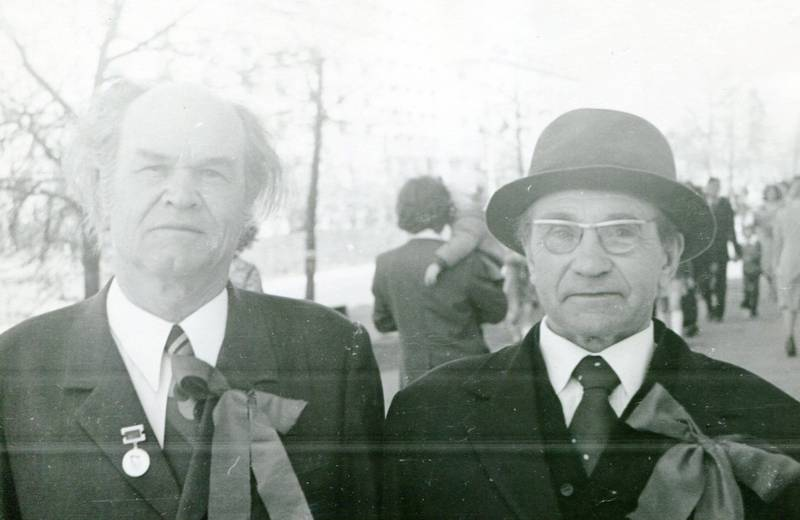
И.К. Инжеватов и М.В. Дорожкин на демонстрации. Саранск. 1970-е гг.

### Литературоведение
- Инжеватов, Иван Корнилович. На службе народа [Текст] : Очерки о мордов. писателях / [Предисл. канд. филол. наук А. В. Алешкина]. — Саранск : Морд. кн. изд-во, 1973. — 112 с. : портр.; 16 см.
- Инжеватов, Иван Корнилович. Пушкин и молдавский народ [Текст] / И. Инжеватов. — Кишинев : Гос. изд-во Молдавии, 1949 (газ.-журн. тип. Парт. изд-ва). — 127 с.; 1 л. портр. : ил., портр.; 17 см.
- Инжеватов, Иван Корнилович. Образ В. И. Ленина в мордовской литературе, фольклоре и искусстве [Текст] / И. К. Инжеватов, Л. С. Кавтаськин ; Дом полит. просвещения Мордов. обкома КПСС. Мордов. организация о-ва «Знание». — Саранск : Морд. кн. изд-во, 1969. — 28 с.
- Мордовская литература последних лет (1961—1964) [Текст] / [Редколлегия: И. К. Инжеватов и др.]. — Саранск : Морд. кн. изд-во, 1968. — 328 с.; 22 см. — (Труды/ Науч.-исслед. ин-т яз., литературы, истории и экономики при Совете Министров Мордов. АССР; Вып. 33)

### Школьные учебники
- Инжеватов, Иван Корнилович. Эрзянский язык : Для 2-го кл. / И. К. Инжеватов. — Саранск : Мордов. кн. изд-во, 1983. — 111 с. : ил.; 22 см; ISBN В пер.
- Инжеватов, Иван Корнилович. Эрзянский язык : Учеб. для 3-го кл. четырёхлет. нач. шк. / И. К. Инжеватов. — Саранск : Мордов. кн. изд-во, 1988. — 126,[1] с. : ил.; 22 см
- Инжеватов, Иван Корнилович. Родное слово : Кн. для чтения в 3-м кл. четырёхлет. нач. шк. / И. К. Инжеватов, В. С. Ширманкина. — Саранск : Мордов. кн. изд-во, 1988. — 206,[1] с. : ил.; 22 см; ISBN 5-7595-0047-3 (В пер.)
- Инжеватов, Иван Корнилович. Родная литература : Хрестоматия для 10-го кл. эрзян. шк. / Сост. И. К. Инжеватов, А. Г. Борисов. — Саранск : Мордов. кн. изд-во, 1982. — 279 с.; 22 см.
- Инжеватов, Иван Корнилович. Родная литература : Хрестоматия для 8-го кл. эрзян. школ / Сост. И. К. Инжеватов, Р. Е. Кудашкина. — Саранск : Мордов. кн. изд-во, 1982. — 175 с.; 22 см